# Élections municipales de 1983 à Saint-Étienne
Les élections municipales à Saint-Étienne ont eu lieu les 6 et 13 mars 1983.
- Premier tour :

|                                   | Liste    | Nombre de voix | Résultats |
| Christian Brodhag                 | ECO      | 4 514          | 5,40 %    |
| Joseph Sanguedolce, maire sortant | PCF - PS | 36 025         | 43,16 %   |
| Michel Grossmann                  | PDF      | 1 598          | 1,91 %    |
| François Dubanchet                | UDF-RPR  | 34 448         | 41,27 %   |
| Christian Bail                    | DVD      | 5 222          | 6,25 %    |
| Martine Victoire                  | DVD      | 1 657          | 1,90 %    |